# Івченко Валерій Михайлович
Валерій Михайлович Івченко — радянський, український і російський актор. Народний артист Української РСР (1980). Народний артист Російської Федерації (1994). Лауреат Державної премії СРСР (1980).

## Життєпис
Народився 20 листопада 1939 р. у м. Куп'янськ Харківської обл. Закінчив студію при Харківському академічному українському драматичному театрі імені Тараса Шевченка (1961) та режисерський факультет Київського державного інституту театрального мистецтва ім. І.Карпенка-Карого(1978).
У 1960—1973 та у 1976—1978 роках — актор Харківського академічного українського драматичного театру імені Тараса Шевченка. У 1973—1976 роках — актор Миколаївського художнього драматичного театру. З 1978 року — режисер факультету Київського театрального інституту У 1978—1983 роках — актор Київського академічного українського драматичного театру імені І.Франка.
З 1983 р. — актор Ленінградського академічного Великого Драматичного театру імені М. Горького (нині — Великий драматичний театр імені Г. О. Товстоногова).
Лауреат Державної премії СРСР 1980 року.

## Фільмографія
- 1973 — «Щоб бути щасливим!»
- 1979 — «Поїзд надзвичайного призначення» —  Вернер
- 1980 — «Мужність» — Глухитько
- 1983 — «Чокан Валіханов» — Редедін
- 1984 — «З життя земського лікаря» — Григорій Іванович
- 1986 — «При відчинених дверях» — Кирило Михайлович Углов
- 1988 — «Минуле повернути» — майор фон Шварцберг, начальник німецького табору для інтернованих росіян

На студії «Укртелефільм» — Пола Джірарда в «Останньому засобі королів» (1983) та Ангола в «Домі батька твого» (1986).
Фільмувася також в українських кінострічках:
- «Ігор Саввович» (1986, т/ф, 3 а),
- «Опік» (1988),
- «Балаган» (1990),
- «Рок-н-рол для принцес» (1990),
- «Мина Мазайло» (1991),
- «Тринь-бринь» (1994).

У виконанні В. Івченка записано на грамплатівки «Нічні концерти» Миколи Бажана, оповідання Г. Тютюнника.